# Santa Maria Novella
Santa Maria Novella é uma igreja em Florença, Itália, situada transversalmente à estação ferroviária de mesmo nome. Cronologicamente, é a primeira grande basílica de Florença, e a principal Igreja Dominicana da cidade.
A igreja, o claustro adjacente e a casa capitular contém uma reserva de tesouros artísticos e monumentos funerários. Especialmente os famosos afrescos do período gótico e do início do renascimento. Elas foram financiadas pela generosidade das grandes famílias de Florença, que assim asseguravam o lugar de suas capelas e solos sagrados.
Essa igreja é chamada de Novella (Nova), porque sua construção foi feita no lugar do oratório de Santa Maria delle Vigne, datado do século IX. Quando esse local foi dado a ordem dominicana em 1222, eles decidiram construir uma nova igreja e um claustro adjacente. A igreja foi projetada por dois Frades Dominicanos, Frade Sisto Fiorentino e Frade Ristoro da Campi. A construção começou no meio do século XIII, por volta de 1246 e foi terminada por volta de 1360, sob supervisão do Frade Iacopo Talenti, com a realização do campanário protogótico e a sacristia. Nessa época somente a parte inferior da fachada gótica tinha sido acabada.
Sob encomenda de Giovanni di Paolo Rucellai, um comerciante local, Leon Battista Alberti, projetou a parte superior da fachada incrustada em mármore preto e branco. Alberti trouxe os ideais de arquitetura humanista, proporção e detalhamento de inspiração clássica para o projeto, enquanto também criou harmonia com a  já existente parte medieval da fachada.

## Arquitetura de Leon Battista Alberti
Sua contribuição consiste do largo friso decorado com quadrados e tudo que se encontra acima dele, incluindo os quatro pilares verde e brancos e a janela redonda, terminado em um frontão com o emblema Solar Dominicano, e flanqueado dos dois lados por enormes volutas em "s". As quatro colunas com capitólios coríntios da parte inferior da fachada, também foram adicionadas por ele.
O frontão e o friso são claramente inspirados pela arquitetura clássica, já a voluta com a curva em "s" com finalização em 'pergaminho', era totalmente nova e sem precedente na arquitetura clássica. Esse curva de 'pergaminho' e suas variações podem ser vistas em muitas igrejas em toda Itália, e todas tem sua origem na igreja de Santa Maria Novella.
O friso abaixo do frontão, carrega o nome do patrono: IOHAN(N)ES ORICELLARIUS PAU(LI) F(ILIUS) AN(NO) SAL(UTIS) MCCCCLXX (Giovani Rucellai, filho de Paolo no ano abençoado de 1470)

## Interior da igreja
O vasto interior baseado na planta da basílica foi projetado em cruz latina e dividido em naves, dois corredores com vitrais e um curto transepto. A maior nave tem 100 metros de comprimento, o que lhe da uma impressionante austeridade.  Tem um efeito trompe-l'oeil na nave que vai em direção ao aspe, fazendo-a parecer maior do que realmente é. Os delgados pilares compostos, entre a nave e o corredor, são cada vez mais próximos a medida que você adentra a nave. O teto da abóbada consiste de arcos ogivais com quatro contrafortes em preto e branco.
O interior também tem colunas coríntias, que foram inspiradas na era grega e romana clássica.
As janelas de vitral datam do tanto do século XIV como do século XV, Madonna e a criança e são João e São Filipe (desenho por Filippino Lippi), ambos no Capela de Filippo Strozzi. Alguns vitrais foram deteriorados ao longo dos séculos e foram substituídos. O da fachada, Coração de Maria, data do século XIV, feito por Andre Bonaiuti. O púlpito, encomendado pela família Rucellai em 1443, foi projetado por Filippo Brunelleschi e executado pelo seu filho adotivo Andre Cavalcanti. Este púlpito tem uma história particular significante, porque nesse púlpito ocorreu o primeiro ataque a Galileo Galilei, levando eventualmente à sua acusação.
A santíssima trindade, situada quase no meio do corredor esquerdo, foi um pioneirismo da Renascença, trabalho de Masaccio, mostrando sua nova ideia de perspectiva e proporção matemática. Isso significou para a arte pintada algo facilmente comparado com a importância de Brunelleschi para a arquitetura e de Donatello para a escultura.  Os patronos eram as figuras ajoelhadas do juiz e da sua esposa, membros da família Lenzi. O túmulo abaixo, tem o epigrama "Eu uma vez fui o que você é, e o que eu sou, você se tornará".
No corredor direito, tem a Tomba della Beata Villana, um monumento de Bernardo Rosselino de 1451. No mesmo corredor pode-se ver os túmulos dos bispos de Fiesole de Tino de Camaino e outro de Nino Pisano.

### Capela Maior ouCapela Tornabuoni
O crucifixo de bronze no altar principal foi feito por Giambologna (século XVI). O coro contém outra famosa série de afrescos de Domenico Ghirlandaio e seu aprendiz o jovem Michelangelo. Eles representam temas da vida da Virgem e de João Batista, situado em Florença no fim do século XV. Muitos membros importantes das famílias de Florença estão retratados nestes afrescos. A abóbada é coberta com afrescos de Evangelistas. Na parede de trás estão as obras São Domenico queimando os livros heréticos, O Martírio de São Pedro, A Anunciação e São João no deserto.
Os vitrais foram feitos em 1492 pelo artista de Florença Alessandro Agolanti, conhecido como Il Bidello, baseado nos desenhos de Ghirlandaio.

### Capela de Filippo Strozzi
Esta situadas no lado direito do altar principal. É onde o primeiro conto de Decamerone de Giovanni Boccaccio começou, quando sete senhores decidiram deixar a cidade e fugir da peste negra para o campo. A série de afrescos de Filippino Lippi retratam a vida do apóstolo Filipe e Tiago. Eles foram terminados em 1502. Do lado direito da parede, afrescos de São Filipe cavalgando um dragão do tempo de Hieropolis e na viga acima disso tem o Crucifixo de São Filipe. Na parede esquerda,São João Evangelista ressuscitando Druisana e na viga acima disso a tortura de São João Evangelista. Adão, Noé, Abraão e Jacó são representados na abóbada nervurada. Atrás do altar está a tumba de Fillipo Strozzi com a escultura de Benedetto de Maiano.

### Capela de Gondhi
Projetada por Giuliano da Sangallo, é situada do lado esquerdo do altar principal, e data do século XIII. Ali, na parede dos fundos está o famoso Crucifixo de Brunelleschi, um das suas poucas esculturas. A lenda conta que ele estava tão desgostoso com o Crucifixo de Donatello na igreja de Santa Croce que fez esse. A abóbada contém fragmentos de afrescos do século XIII de pintores gregos. A decoração em mármore policromado  foi aplicada por Giuliano da Sangalo. Os vitrais são recentes e datam do século XX.

### Capela de Strozzi di Mantova
Está situada no fim do transepto esquerdo. os afrescos foram encomendados por Tommaso Strozzi, um antecessor de Filippo Strozzi, para Nardo di Cione. Os afrescos são inspirados na Divina Comédia de Dante: O último julgamento (na parede dos fundos, incluindo um retrato de Dante), Inferno (na parede esquerda) e Paraíso (na parede direita). O principal retábulo de O Redentor com Maria e os Santos foi feito pelo seu irmão Andre di Cione, mais conhecido como Orcagna. O largo vitral na janela dos fundos foi feitos a partir dos desenhos dos irmãos Andrea e Nardo di Cione.

### Capela Della Pura
É situada no norte do antigo cemitério. Data de 1474 foi construído com colunas Renascentistas. Foi restaurado em 1841 por Baccani. No lado esquerdo tem um meio arco com afrescos do século XIV de Maria e a criança e Santa Catarina. Tem um crucifixo de madeira de Baccio da Montelupo na frente do altar.

### Capela de Rucellai
No final do transepto direito, data do século XIV. Essa construção,  além de túmulo de Paolo Rucellai (século XV) e a estátua de mármore de Maria e a Criança por Nino Pisano, ainda tem diversos tesouros artísticos como os afrescos de Maestro di Santa Cecilia. O painel da parede esquerda, O martírio de Santa Catarina  foi pintado por Giuliano Bugiardini, como possível assistência de Michelangelo. O túmulo de bronze, no centro do local foi feito por Ghiberti

### Capela de Bardi
A segunda capela no transepto direito foi fundada por Riccardo Bardi no início do século XIV. O alto relevo no pilar do lado direito mostra São Gregório abençoando Riccardo Bardi. As paredes contém afrescos do início do século XIV atribuídos a Spinello Arentino. Maria do Rosário no altar é de Giogio Vasari.

### Sacristia
A sacristia no final do transepto esquerdo, foi construída como capela da Anunciação pela família Cavalcanti em 1380. Agora abriga novamente, depois de 40 anos de limpeza e renovação, a enorme pintura de Crucifixo com Maria e João Evangelista, inicialmente trabalho de Giotto. Ele fez ressurgir a proporção ideal de corpo humano, que foi estabelecida pelo arquiteto romano Vitrúvio. A sacristia está também embelezada com terracota vitrificada e mármore, peças de Giovanni della Robia. Os armários foram projetados por Bernardo Buontalenti em 1593. As pinturas nas paredes são assinadas por Giogio Vasari e outro pintor contemporâneo Florence. A grande janela gótica com três mullions na parede do fundo, data de 1386 e foi  baseada nos desenhos de Niccolo di Pietro Gerini.
| Imagem: Centro Histórico de Florença | A basílica de Santa Maria Novella está incluída no sítio "Centro Histórico de Florença", Património Mundial da UNESCO. |  |